# Мобил (округ)
Моби́л (англ. Mobile County) — округ в штате Алабама (США).

## География
Округ Мобил расположен в юго-западной части штата, является вторым по количеству населения в штате, третьим по плотности населения и четвёртым по площади в Алабаме. С севера и востока граничит с другими округами штата, с запада — с Миссисипи, с юга и юго-востока омывается водами Мексиканского залива. Северо-восточную границу округа образует река Мобил.
Округ назван в честь французского форта Луи-де-ла-Мобиль, возведённого в 1702 году у горы Вернон.
Столица и крупнейший город Мобила — Мобил. Открытые водные пространства составляют ок. 1064 км², что составляет 25% от общей площади округа в 4258 км².

### Соседние округа
|                         | Грин (шт. Миссисипи) | Вашингтон |  |  |
| Джордж (шт. Миссисипи)  | север                | Болдуин   |  |  |
| Джордж (шт. Миссисипи)  | Мобил                | Болдуин   |  |  |
| Джордж (шт. Миссисипи)  | юг                   | Болдуин   |  |  |
| Джэксон (шт. Миссисипи) |                      |           |  |  |

### Крупные населённые пункты
По убыванию численности населения
Города (city)
- Мобил — 195 111 жителей
- Причард — 22 659
- Сараленд (Saraland) — 13 405
- Сацума (Satsuma) — 6168
- Чикасо (Chickasaw) — 6106
- Ситронелл (Citronelle) — 3905
- Семс (Semmes) — 3115
- Байю-Ла-Батр (Bayou La Batre) — 2558
- Креола (Creola) — 1926

Городки (town)
- Маунт-Вернон (Mount Vernon) — 1574
- Дофин-Айленд (город-остров) — 1533

Статистически обособленные местности
- Тиллманс-Корнер (Tillmans Corner) — 17 398
- Теодор (Theodore) — 6130
- Гранд-Бэй (Grand Bay) — 3672

## История
Округ Мобил был образован 18 декабря 1812 года, почти сразу после того как эта местность была отбита у испанцев, и входил в состав Территории Миссисипи. 15 августа 1817 года Миссисипи стал штатом, а округ Мобил — частью Территории Алабамы, а 14 декабря 1819 года — частью штата Алабама.
В 1830-х годах согласно политике переселения индейцев, почти все коренные обитатели (в основном, чокто) этих мест были выселены на запад. В 1979 году они получили официальное признание, как племя, и ныне проживают в северной части округа.

## Транспорт
Через округ проходят следующие крупные автодороги:
- I-10
- I-65
- I-165
- U.S. Route 43
- U.S. Route 45
- U.S. Route 90
- U.S. Route 98

## Демография
Население
- 1820 год — 2672 жителя
- 1830 — 6267
- 1840 — 18 741
- 1850 — 27 600
- 1860 — 41 131
- 1870 — 49 311
- 1880 — 48 653
- 1890 — 51 587
- 1900 — 62 740
- 1910 — 80 854
- 1920 — 100 117
- 1930 — 118 363
- 1940 — 141 974
- 1950 — 231 105
- 1960 — 314 301
- 1970 — 317 308
- 1980 — 364 980
- 1990 — 378 643
- 2000 — 399 843
- 2010 — 412 992
- 2011 — 412 577
- 2019 — 413 210

Расовый состав
- белые — 60,2%
- афроамериканцы — 34,6%
- коренные американцы — 0,9%
- азиаты — 1,8%
- смешанные расы — 1,5%
- латиноамериканцы (любой расы) — 2,4%

## Достопримечательности
- RSA Battle House Tower — самое высокое здание не только округа, но и всего штата
- Заповедник Bon Secour National Wildlife Refuge (частично на территории округа)
- Заповедник Grand Bay National Wildlife Refuge (частично)